# Le Theil-Bocage
Le Theil-Bocage település Franciaországban, Calvados megyében. Lakosainak száma 199 fő (2018. január 1.). Le Theil-Bocage Estry, Lassy, Pierres, La Rocque, Vassy és Valdallière községekkel határos.

## Népesség
A település népességének változása:
| Lakosok száma | 300  | 290  | 240  | 213  | 239  | 269  | 231  | 220  | 203  | 199  |
|               | 1962 | 1968 | 1982 | 1990 | 1999 | 2008 | 2011 | 2013 | 2017 | 2018 |